# Aculops fuchsiae
Galle du fuchsia, Phytopte du fuchsia
Espèce
Aculops fuchsiae, la Galle du fuchsia ou le Phytopte du fuchsia, est une espèce d'acariens de la famille des Eriophyidae.

## Systématique
Le nom valide complet (avec auteur) de ce taxon est Aculops fuchsiae Keifer, 1972.
Ce taxon porte en français les noms vernaculaires ou normalisés suivants : Phytopte du fuchsia,, Galle du fuchsia.

## Divers
Cet acarien est responsable du dépérissement de la collection de fuchsias du jardin des plantes de Rouen en France.